# Tuffi ai Giochi della XXIX Olimpiade - Trampolino 3 metri femminile
Al concorso dei tuffi dal trampolino 3 metri femminile dei Giochi della XXIX Olimpiade hanno partecipato 30 atlete; le prime 18 dopo il primo turno sono passate alle semifinali, mentre hanno disputato la finale le prime 12 tuffatrici con il miglior punteggio (dato dalla somma del primo turno e delle semifinali).

## Risultati
| Pos. | Atleta              | Paese         | Prel.  | Prel. | Semifinale | Semifinale | Finale | Finale |
| Pos. | Atleta              | Paese         | Punti  | Pos.  | Punti      | Pos.       | Punti  | Pos.   |
| ---- | ------------------- | ------------- | ------ | ----- | ---------- | ---------- | ------ | ------ |
|      | Guo Jingjing        | Cina          | 373,90 | 1     | 398,55     | 1          | 415,35 | 1      |
|      | Julija Pachalina    | Russia        | 358,15 | 2     | 383,50     | 2          | 398,60 | 2      |
|      | Wu Minxia           | Cina          | 349,45 | 4     | 345,30     | 3          | 389,85 | 3      |
| 4    | Blythe Hartley      | Canada        | 350,60 | 3     | 324,60     | 10         | 374,60 | 4      |
| 5    | Tania Cagnotto      | Italia        | 332,90 | 6     | 332,40     | 5          | 349,20 | 5      |
| 6    | Anna Lindberg       | Svezia        | 294,75 | 12    | 324,70     | 9          | 342,15 | 6      |
| 7    | Sharleen Stratton   | Australia     | 288,00 | 13    | 325,90     | 8          | 331,00 | 7      |
| 8    | Nancilea Foster     | Stati Uniti   | 300,15 | 11    | 338,90     | 4          | 316,70 | 8      |
| 9    | Christina Loukas    | Stati Uniti   | 312,60 | 8     | 329,00     | 7          | 315,70 | 9      |
| 10   | Laura Sánchez       | Messico       | 334,35 | 5     | 314,40     | 12         | 312,25 | 10     |
| 11   | Olena Fedorova      | Ucraina       | 323,75 | 7     | 329,10     | 6          | 298,40 | 11     |
| 12   | Nóra Barta          | Ungheria      | 276,15 | 18    | 318,15     | 11         | 269,25 | 12     |
| 13   | Jennifer Abel       | Canada        | 300,75 | 10    | 296,10     | 13         | -      | -      |
| 14   | Chantelle Michell   | Australia     | 284,85 | 15    | 294,45     | 14         | -      | -      |
| 15   | Ditte Kotzian       | Germania      | 282,80 | 16    | 292,25     | 15         | -      | -      |
| 16   | Jashia Luna         | Messico       | 276,85 | 17    | 287,35     | 16         | -      | -      |
| 17   | Maria Marconi       | Italia        | 286,10 | 14    | 277,50     | 17         | -      | -      |
| 18   | Katia Dieckow       | Germania      | 302,70 | 9     | 263,00     | 18         | -      | -      |
| 19   | Svetlana Filippova  | Russia        | 274,20 | 19    | -          | -          | -      | -      |
| 20   | Diana Isabel Pineda | Colombia      | 268,85 | 20    | -          | -          | -      | -      |
| 21   | Elizabeth Jimie     | Malaysia      | 253,50 | 21    | -          | -          | -      | -      |
| 21   | Leong Mun Yee       | Malaysia      | 253,50 | 21    | -          | -          | -      | -      |
| 23   | Sheila Mae Perez    | Filippine     | 251,15 | 23    | -          | -          | -      | -      |
| 24   | Villo Kormos        | Ungheria      | 247,95 | 24    | -          | -          | -      | -      |
| 25   | Rebecca Gallantree  | Gran Bretagna | 232,75 | 25    | -          | -          | -      | -      |
| 26   | Anna Pysmenska      | Ucraina       | 223,50 | 26    | -          | -          | -      | -      |
| 27   | Veronika Kratochwil | Austria       | 218,75 | 27    | -          | -          | -      | -      |
| 28   | Jenna Dreyer        | Sudafrica     | 210,90 | 28    | -          | -          | -      | -      |
| 29   | Darya Romenskaya    | Bielorussia   | 207,00 | 29    | -          | -          | -      | -      |
| 30   | Jenifer Benitez     | Spagna        | 194,05 | 30    | -          | -          | -      | -      |